# Норберто Скопоні
Норберто Скопоні (ісп. Norberto Scoponi, нар. 13 січня 1961, Росаріо) — аргентинський футболіст, воротар.
Насамперед відомий виступами за клуб «Ньюеллс Олд Бойз».
Триразовий чемпіон Аргентини. У складі збірної — володар Кубка Америки.

## Клубна кар'єра
Народився 13 січня 1961 року в місті Росаріо. Вихованець футбольної школи клубу «Ньюеллс Олд Бойз». Дорослу футбольну кар'єру розпочав 1982 року в основній команді того ж клубу, в якій провів дванадцять сезонів, взявши участь у 380 матчах чемпіонату.  Більшість часу, проведеного у складі «Ньюеллс Олд Бойз», був основним голкіпером команди.
Протягом 1995—1997 років захищав кольори команди мексиканського клубу «Крус Асуль».
Завершив професійну ігрову кар'єру у клубі «Індепендьєнте» (Авельянеда), за команду якого виступав протягом 1998—2000 років.

## Виступи за збірну
З 1993 року залучався до складу національної збірної Аргентини, зокрема потрапляв до її завки для участі у переможному для аргентинців розіграші Кубка Америки 1993 року в Еквадорі,  також був учасником  чемпіонату світу 1994 року у США. На обох турнірах був резервним голкіпером, жодної офіційної гри у складі аргентинської збірної не провів.

## Титули і досягнення
- Чемпіон Аргентини (3):

«Ньюеллс Олд Бойз»:  1987–88, 1990–91, Клаусура 1992
- Володар Кубка Америки (1):

Аргентина: 1993